# Gare de Saint-Gérard
 (novembre 2019).
Si vous disposez d'ouvrages ou d'articles de référence ou si vous connaissez des sites web de qualité traitant du thème abordé ici, merci de compléter l'article en donnant les références utiles à sa vérifiabilité et en les liant à la section « Notes et références ».
La gare de Saint-Gérard est une ancienne gare ferroviaire belge de la ligne 150, de Tamines à Anhée située à Saint-Gérard dans la commune de Mettet, en Région wallonne dans la province de Namur.
Elle est désormais fermée au trafic des voyageurs et la ligne a été démontée mais le bâtiment existe toujours et est habité.

## Situation ferroviaire
La gare de Saint-Gérard était située au point kilométrique 17,40 de la ligne 150, de Tamines à Anhée entre la halte de Bambois et la gare de Mettet.
La ligne 150 a été démontée sur presque tout son parcours à la fin du XXe siècle.

## Histoire
Une gare ouvre à Saint-Gérard dès l'ouverture de la ligne le 3 septembre 1879. Il faut attendre 1891 pour que la ligne 150 soit ouverte en intégralité de Tamines à Anhée. La gare possède une halle à marchandises.
La nationalisation de la Compagnie du Nord - Belge en 1940 a entraîné la disparition du trafic de transit qui empruntait la portion nord de la ligne 150 au profit de la ligne 154 Namur - Dinant au profil beaucoup plus facile.
En août 1962, le trafic voyageurs entre Tamines et Anhée est transféré sur la route. Les rails seront conservés à titre stratégique au-delà d'Aisemont avant d'être démontés au début des années 2000. Un RAVeL a été installé sur le reste de la ligne 150 entre Aisemont et Anhée.

### Le bâtiment de la gare
Comme toutes les gares d'origine de la ligne, le bâtiment est construit en utilisant le modèle habituel pour les lignes construites par des concessionnaires privés entre 1873 et les années 1890 : gare de plan type 1873. Il possède une aile de trois travées servant de salle d'attente et une aile de service en L avec une toiture à croupes et une cour intérieure.
Après sa fermeture, la gare et la maison de garde-barrière ont été reconverties en habitation. Le bâtiment de la gare a récemment été rénové. La halle à marchandises existe toujours mais est désaffectée.